# Anton Reinthaller
Anton Reinthaller (Mettmach, 14 de abril de 1895 - Innviertel, 6 de marzo de 1958) fue un político derechista austriaco activo antes y después de la Segunda Guerra Mundial. Después de una carrera en la Alemania nazi como SS-Brigadeführer y miembro del Reichstag nazi, fue el primer líder del Partido de la Libertad de Austria (FPÖ).

## Biografía
Nacido en Mettmach, sirvió en la Primera Guerra Mundial. Reinthaller fue hecho prisionero de guerra por el ejército ruso en 1916 antes de ser canjeado en junio de 1918. Tenía el rango de teniente de reserva. Al regresar a Austria, estudió en la Escuela de Agricultura y se convirtió en ingeniero forestal en Lilienfeld, Attersee y Haus.

### Carrera política antes de la guerra
Políticamente, Reinthaller perteneció inicialmente al Landbund antes de comenzar a apoyar a los nazis en 1928. Ascendió en las filas de la organización nazi de Austria, convirtiéndose en líder campesino estatal en 1934, aunque su postura moderada, particularmente con respecto al uso de la violencia, significaba que a menudo estaba en conflicto con Theodor Habicht, quien temía que Reinthaller se estuviera preparando para separarse y formar un movimiento nazi específicamente austríaco que rechazaría la unión con Alemania. Sin embargo, Habicht no tomó medidas contra Reinthaller, quien disfrutaba de buenas relaciones personales con Rudolf Hess y Walther Darré; finalmente fue destituido después de encabezar sus propias negociaciones con Engelbert Dollfuß.
Aunque no tuvo una participación real en el fallido golpe de Estado nazi de julio de 1934, Reinthaller estuvo detenido durante un tiempo en el campo de concentración de Kaisersteinbruch, donde conoció a Ernst Kaltenbrunner y se hizo amigo de él. A pesar de sus propias opiniones más radicales, Kaltenbrunner  se convirtió en partidario de Reinthaller. Reinthaller intentó negociar un acuerdo con Kurt Schuschnigg con miras a que los nazis ingresaran al Frente Patriótico, aunque cuando esto falló se apartó de su papel de líder efectivo de los nazis de Austria en favor de Hermann Neubacher. Reinthaller se alejó de la política activa después de esto, aunque siguió siendo una voz de disidencia al margen, atacando el antisemitismo nazi sobre la base de su impacto negativo en la opinión internacional hacia los nazis, al tiempo que se resistió a cualquier movimiento para completar el Anschluss.
Resurgió en 1935, con el respaldo de Kaltenbrunner y Franz Langoth, para formar un Frente Nacional que buscaba unir a las Sturmabteilung y Schutzstaffel de Austria con otros grupos de derecha al servicio del Frente Patriótico. Sin embargo, el líder nazi radical Josef Leopold intervino cuando sintió que Reinthaller estaba diluyendo demasiado el impacto de los nazis de Austria y lo privó de sus posiciones en el partido en 1937.

### Bajo el nazismo
Aunque Reinthaller había perdido sus posiciones en el Partido Nazi de Austria y se había opuesto anteriormente al Anschluss, hizo una reaparición política tras la toma del poder nazi. Al convertirse en miembro del Reichstag, se desempeñó como Ministro de Agricultura en el gabinete de Arthur Seyß-Inquart desde el 11 de marzo de 1938 hasta el 30 de abril de 1939. Después de esto, fue nombrado Subsecretario de Estado del Ministerio de Alimentación y Agricultura del Reich bajo cargo de su viejo amigo Darré, y pasó a ocupar varios puestos para el gobierno nazi, incluido Gauamtsleiter del  Landvolk del Bajo Danubio, jefe de la Landesernährungsamt Donauland (Oficina regional de alimentos) y un Brigadeführer honorario (Mayor General) en las SS. Habiéndose unido inicialmente a las SS en diciembre de 1938 (con el número de miembro 292,775) alcanzó su rango más alto el 30 de enero de 1941.
En abril de 1938, el Donau-Zeitung informó que Reinthaller había llevado el vapor austriaco Wotan a Passau, donde recibió al ministro de transporte alemán Julius Dorpmüller en Austria. Dos días después, el periódico declaró que Reinthaller todavía estaba inspeccionando las instalaciones a lo largo del Danubio.

### Posguerra
Junto con Rudolf Neumayer (Ministro de Finanzas) y Guido Schmidt (Ministro de Relaciones Exteriores de Schuschnigg), Reinthaller fue llevado ante el Tribunal Popular de Austria y acusado de "alta traición contra el pueblo austriaco", y los tres fueron etiquetados como los principales responsables del Anschluss. Reinthaller fue declarado culpable de cargos menores y sentenciado a tres años de prisión, cumpliendo la sentencia de 1950 cuando fue liberado de la custodia estadounidense.
Después de la guerra, Reinthaller se convirtió en un defensor de la "tercera fuerza" en la política austriaca. Sobre esta base, fue elegido para dirigir el FPÖ cuando reemplazó a la Federación de Independientes en 1956. En poco tiempo, Reinthaller se convirtió una vez más en una figura importante en la política austriaca ya que, a pesar de sus orígenes nazis, Julius Raab hizo un trato con Reinthaller en 1957 en donde se estableció que el FPÖ no nominaría un candidato a la presidencia. Como resultado, Raab fue nominado como candidato conjunto del Partido Popular Austriaco y el FPÖ. Murió en Innviertel en 1958, y el liderazgo del FPÖ pasó a Friedrich Peter.